# 平卧藜
平卧藜（学名：Chenopodium prostratum）是苋科藜属的植物。分布于俄罗斯、蒙古以及中国大陆的西藏、青海、河北、甘肃、四川、新疆等地，生长于海拔1,500米至4,000米的地区，一般生长在山地，目前尚未由人工引种栽培。